# Hôn nhân cùng giới ở Hà Lan
Tại Hà Lan, hôn nhân cùng giới (tiếng Hà Lan: Huwelijk tussen personen van gelijk geslacht hoặc thường là homohuwelijk) đã được hợp pháp kể từ ngày 1 tháng 4 năm 2001. Hà Lan là nước đầu tiên trên thế giới hợp pháp hóa hôn nhân cùng giới.

## Hôn nhân cùng giới

### Luật hóa
Ngay đầu những năm 1980, một nhóm các nhà hoạt động vì quyền của người đồng tính, đứng đầu bởi Henk Krol - tổng biên tập của Gay Krant, đã yêu cầu Chính phủ cho phép các cặp đồng tính kết hôn. Quốc hội đã quyết định thành lập một uỷ ban đặc biệt vào năm 1995 nhằm điều tra khả năng kết hôn đồng tính. Vào thời điểm đó, đảng Dân chủ Kitô giáo không phải là thành viên của liên minh cầm quyền lần đầu tiên kể từ khi đưa ra nền dân chủ toàn diện. Ủy ban đặc biệt đã hoàn thành công việc của mình vào năm 1997 và kết luận rằng hôn nhân dân sự nên được mở rộng để bao gồm các cặp vợ chồng cùng giới tính. Sau cuộc bầu cử năm 1998, Chính phủ đã hứa sẽ giải quyết vấn đề. Tháng 9 năm 2000, dự thảo luật cuối cùng được thảo luận tại Nghị viện Hà Lan.
Dự luật về hôn nhân đã thông qua Hạ viện với 109 phiếu bầu cho đến 33 ngày 12 tháng 9 năm 2000.
| Đảng                                                                             | Đồng ý | Phản đối | Vắng (không bầu cử)                                                          |
| -------------------------------------------------------------------------------- | --- | --- | ---------------------------------------------------------------------------- |
| G Partij van de Arbeid (Công đảng) (PvdA)                                        | 41 - Nebahat Albayrak - Khadija Arib - Marleen Barth - Judith Belinfante - Jet Bussemaker - Ferd Crone - Margreeth de Boer - Dick de Cloe - Sharon Dijksma - Jeroen Dijsselbloem - Desirée Duijkers - Adri Duivesteijn - Jaap Jelle Feenstra - Wouter Gortzak - Mariëtte Hamer - Willem Herrebrugh - Rik Hindriks - Bert Koenders - Lucy Kortram - Arie Kuijper - Ad Melkert - Bert Middel - Hillie Molenaar - Saskia Noorman-den Uyl - Rob Oudkerk - Peter Rehwinkel - Usman Santi - Gerrit Schoenmakers - José Smits - Laurette Spoelman - Frans Timmermans - Gerrit Valk - Annet van der Hoek - Rob van Gijzel - Peter van Heemst - Jeltje van Nieuwenhoven - Jan van Zijl - Harm Evert Waalkens - Marja Wagenaar - Tineke Witteveen-Hevinga - Martin Zijlstra | 1 - Thanasis Apostolou | 3 - Ella Kalsbeek - Willie Swildens-Rozendaal - Gerritjan van Oven           |
| G Volkspartij voor Vrijheid en Democratie (Đảng Nhân dân Tự do và Dân chủ) (VVD) | 36 - Eric Balemans - Jan Dirk Blaauw - Stef Blok - Sam Cherribi - Clemens Cornielje - Ton de Swart - Bibi de Vries - Hans Dijkstal - Jan Geluk - Enric Hessing - Pieter Hofstra - Henk Kamp - Jan Hendrik Klein Molekamp - Ruud Luchtenveld - Els Meijer - Atzo Nicolaï - Jacques Niederer - Gert-Jan Oplaat - Fadime Örgü - Wim Passtoors - Patricia Remak - Jan Rijpstra - Janneke Snijder-Hazelhoff - Jan te Veldhuis - Thijs Udo - Hans van Baalen - Willibrord van Beek - Anke van Blerck-Woerdman - Theo van den Doel - Marijke van Lente - Nellie Verbugt - Otto Vos - Hella Voûte-Droste - Frans Weekers - Frans Weisglas - Geert Wilders | – | 2 - Michiel Patijn - Erica Terpstra                                          |
| Christen-Democratisch Appèl (Đảnh Dân chủ Kitô giáo) (CDA)a                      | 3 - Nancy Dankers - Gerda Verburg - Joop Wijn | 24 - Jan Peter Balkenende - Pieter Jan Biesheuvel - Anke Bijleveld-Schouten - Siem Buijs - Henk de Haan - Jaap de Hoop Scheffer - Camiel Eurlings - Hans Hillen - Gerd Leers - Theo Meijer - Aart Mosterd - Jakob Reitsma - Theo Rietkerk - Clémence Ross-van Dorp - Annie Schreijer-Pierik - Theo Stroeken - Agnes van Ardenne-van der Hoeven - Wim van de Camp - Hans van den Akker - Maria van der Hoeven - Cees van der Knaap - Peter van Wijmen - Maxime Verhagen - Marry Visser-van Doorn | 3 - Joop Atsma - Klaasje Eisses-Timmerman - Agnes van Ardenne-van der Hoeven |
| G Democraten 66 (Đảng Dân chủ 66) (D66)                                          | 14 - Marijke Augusteijn-Esser - Bert Bakker - Thom de Graaf - Boris Dittrich - Francine Giskes - Jan Hoekema - Ursie Lambrechts - Francisca Ravestein - Olga Scheltema-de Nie - Arthie Schimmel - Pieter ter Veer - Nicky van 't Riet - Stefanie van Vliet - Jan van Walsem | – | –                                                                            |
| Đảng GroenLinks (GL)                                                             | 10 - Femke Halsema - Ab Harrewijn - Corrie Hermann - Farah Karimi - Mohamed Rabbae - Paul Rosenmöller - Hugo van der Steenhoven - Ineke van Gent - Kees Vendrik - Marijke Vos | – | 1 - Tara Oedayraj Singh Varma                                                |
| Socialistische Partij (Đảng Xã hội) (SP)                                         | 5 - Jan de Wit - Agnes Kant - Jan Marijnissen - Remi Poppe - Harry van Bommel | – | –                                                                            |
| ChristenUnie (Hiệp hội Kitô giáo) (CU)                                           | – | 5 - André Rouvoetb - Gert Schuttec - Dick Stellingwerfb - Leen van Dijkeb - Eimert van Middelkoopc | –                                                                            |
| Staatkundig Gereformeerde Patrij (Đảng Chính trị Canh tân) (SGP)                 | – | 3 - Koos van den Berg - Kees van der Staaij - Bas van der Vlies | –                                                                            |
| Tổng                                                                             | 109 | 33 | 9a                                                                           |

a. Mặc dù đáng lẽ chỉ có 150 thành viên ở Hạ viện và 29 thành viên của CDA ứng cử trong Cuộc bầu cử Hà Lan 1998, trang database Lưu trữ ngày 7 tháng 8 năm 2017 tại Wayback Machine chỉ ra rằng có 30 thành viên ứng cử của đảng này tại thời điểm bầu cử.
b. Ban đầu là một thành viên của Reformatorische Politieke Federatie (Liên minh Canh tân Chính trị) (RPF).
c. Ban đầu là một thành viên của Gereformeerd Politiek Verbond (Liên đoàn Chính trị Canh tân) (GPV).
Thượng viện phê duyệt dự luật vào ngày 19 tháng 12 năm 2000 với 49/26 phiếu. Chỉ có đảng Kitô giáo, nắm giữ 26 trong số 75 ghế vào thời điểm đó, đã bỏ phiếu chống lại dự luật này. Mặc dù đảng Dân chủ Kitô giáo có thể thành lập Chính phủ kế tiếp, nhưng họ không cho biết ý định hủy bỏ luật.
| Đảng                                                                             | Đồng ý | Phản đối |
| -------------------------------------------------------------------------------- | --- | --- |
| Christen-Democratisch Appèl (Đảng Dân chủ Kitô giáo) (CDA)                       | – | 20 - Joeke Baarda - Marie-Louise Bemelmans-Videc - Peter Boorsma - Gerrit Braks - Alfons Dölle - Huib Eversdijk - Henk Hofstede - Wolter Lemstra - Tineke Lodders-Elfferich - Jan Pastoor - Willem Stevens - Yvonne Timmerman-Buck - Rob van de Beeten - Jannie van den Hul-Omta - René van der Linden - Jos van Gennip - Hannie van Leeuwen - Kobus Walsma - Jos Werner - Henk Woldring |
| G Volkspartij voor Vrijheid en Democratie (Đảng Nhân dân Tự do và Dân chủ) (VVD) | 19 - Fransje Roscam Abbing-Bos - Frits Korthals Altes - Pol de Beer - Cobi de Blécourt-Maas - Ad de Jager - Dick Dees - Heleen Dupuis - Leendert Ginjaar - Niek Ketting - Liesbeth Kneppers-Heynert - Paul Luijten - Jaap Rensema - Uri Rosenthal - Paul Swenker - Marbeth Bierman-Beukema toe Water - Nicoline van den Broek-Laman Trip - Wim van Eekelen - Jan van Heukelum - Marius Varekamp | – |
| G Partij van de Arbeid (Công đảng) (PvdA)                                        | 15 - Geertje Lycklama à Nijeholt - Frits Castricum - Ton Doesburg - Ria Jaarsma - Erik Jurgens - Fré le Poole - Margriet Meindertsma - Ruby Rabbinge - Johan Stekelenburg - Ing Yoe Tan - Elske ter Veld - Ed van Thijn - Willem Witteveen - Dik Wolfson - Thijs Wöltgens | – |
| Đảng GroenLinks (GL)                                                             | 8 - Wim de Boer - Diana de Wolff - Tom Pitstra - Leo Platvoet - Cobi Schoondergang-Horikx - Jos van der Lans - Bob van Schijndel - Ans Zwerver | – |
| G Democraten 66 (Đảng Dân chủ 66) (D66)                                          | 4 - Ruud Hessing - Jacob Kohnstamm - Eddy Schuyer - Jan Terlouw | – |
| ChristenUnie (Hiệp hội Kitô giáo) (CU)                                           | – | 4 - Jurn de Vriesa - Egbert Schuurmanb - Cees van Bruchemb - Kars Velinga |
| Socialistische Partij (Đảng Xã hội) (SP)                                         | 2 - Bob Ruers - Driek van Vugt | – |
| Staatkundig Gereformeerde Partij (Đảng Chính trị Canh tân) (SGP)                 | – | 2 - Gerrit Holdijk - Gert van den Berg |
| Onafhankelijke Senaatsfractie (Nhóm Thượng viện Độc lập) (OSF)                   | 1 - Marten Bierman | – |
| Tổng                                                                             | 49 | 26 |

a. Ban đầu là một thành viên của Gereformeerd Politiek Verbond (Liên đoàn Chính trị Canh tân) (GPV).
b. Ban đầu là một thành viên của Reformatorische Politieke Federatie (Liên bang chính trị canh tân (RPF).
Luật bắt đầu có hiệu lực vào ngày 1 tháng 4 năm 2001, và vào ngày đó bốn người cùng giới tính đã cưới bởi Thị trưởng Amsterdam, Job Cohen, người đã trở thành một công ty đăng ký đặc biệt để hành lễ tại đám cưới. Một vài tháng trước đó, thị trưởng Cohen đã từng là Bộ trưởng Bộ Tư pháp của Hà Lan và chịu trách nhiệm đưa luật hôn nhân và thông qua mới thông qua Nghị viện.

### Yêu cầu và quyền
Luật Hà Lan yêu cầu một trong hai đối tác phải có quốc tịch Hà Lan hoặc có nhà ở tại Hà Lan. Tuổi kết hôn ở Hà Lan là 18 tuổi, hoặc dưới 18 tuổi với sự đồng ý của cha mẹ. Pháp luật chỉ có hiệu lực trên lãnh thổ châu Âu của Hà Lan và trên quần đảo Caribê Bonaire, Sint Eustatius và Saba, nhưng không áp dụng cho các quốc gia thành viên khác của Vương quốc Hà Lan.
Sự khác biệt hợp pháp duy nhất giữa hôn nhân đồng tính và hôn nhân dị tính là trong trường hợp trước, cha mẹ của cả hai đối tác không phải là tự động. Người mẹ hợp pháp của một đứa trẻ là mẹ đẻ của nó (Điều 1: 198 của luật dân sự) và cha (về nguyên tắc) người đàn ông mà cô ấy đã kết hôn khi đứa trẻ chào đời. Hơn nữa, người cha phải là một người đàn ông (điều 1: 199). Các đối tác khác có thể trở thành một người mẹ hợp pháp chỉ thông qua nhận con nuôi. Chỉ trong trường hợp cha đẻ không trở thành cha mẹ (ví dụ như trong trường hợp thụ tinh nhân tạo bởi các cặp vợ chồng đồng tính nữ), cả hai vợ chồng nữ sẽ có thẩm quyền của cha mẹ tự động (điều 1: 253sa). Vào tháng 12 năm 2013, Nghị viện Hà Lan đã thay đổi điều này và cho phép các bậc cha mẹ đồng tính nữ làm cha mẹ tự động. Luật mới, có hiệu lực vào ngày 1 tháng 4 năm 2014, cho phép người mẹ đã lập gia đình - hoặc có quan hệ đối tác đã đăng ký với - mẹ chỉ có thể được tự động công nhận là người mẹ hợp pháp nếu người hiến tặng tinh trùng ban đầu vô danh. Trong trường hợp một người hiến tặng đã biết, mẹ đẻ quyết định xem người hiến hoặc người đồng sự là người mẹ hợp pháp thứ hai của đứa trẻ.

### Caribe thuộc Hà Lan
Ở Bonaire, Sint Eustatius và Saba, hôn nhân được mở cho các cặp cùng giới và khác giới. Sau khi luật có hiệu lực cho phép các cặp cùng giới kết hôn ở đó vào ngày 10 tháng 10 năm 2012. Việc thay đổi Bộ luật Dân sự của vùng Caribe thuộc Hà Lan (tiếng Hà Lan: Burgerlijk wetboek BES) được đề xuất bởi Hạ viện Hà Lan thay vì chính phủ (ưu tiên đàm phán thay đổi với các đảo trước). Vấn đề này đã gây tranh cãi rất nhiều trên đảo Sint Eustatius, với nhiều người dân theo đạo Thiên chúa phản đối nguyên tắc của luật pháp và vì nhận thức "chủ nghĩa thực dân mới" của Hà Lan áp đặt luật như vậy đối với các đô thị ở nước ngoài.
Cuộc hôn nhân cùng giới đầu tiên được thực hiện trên Saba vào ngày 4 tháng 12 năm 2012 giữa hai người đàn ông, một người Hà Lan và một người Venezuela, cả hai đều là cư dân của Argentina. Đám cưới cùng giới đầu tiên ở Bonaire được tổ chức vào tháng 5 năm 2013.
Hôn nhân cùng giới và quan hệ đối tác đã đăng ký được thực hiện ở nơi khác đã được công nhận hợp pháp trên các đảo kể từ năm 2011. Để đảm bảo rằng các cặp cùng giới được hưởng các quyền tương tự, các quy định của Bộ luật Dân sự Hà Lan (thay vì Bộ luật Dân sự cho Caribe thuộc Hà Lan) được áp dụng cho Các cuộc hôn nhân được thực hiện bên ngoài các đảo kể từ ngày 1 tháng 1 năm 2011.

### Phản đối
Sau khi Nghị viện Hà Lan hợp pháp hóa hôn nhân cùng giới, Giáo hội Tin Lành Hà Lan cho phép mỗi giáo xứ tự quyết định có chúc phúc mối quan hệ như vậy không, và ở nhiều nhà thờ bây giờ có tổ chức lễ cưới.
Chính quyền địa phương có nghĩa vụ thực hiện hôn nhân cùng giới cho công dân và họ có thể yêu cầu nhân viên thực hiện hôn lễ cùng giới. Tuy nhiên, nếu hợp đồng hiện tại của họ không nêu lên điều khoản này, họ không bị đuổi việc nếu từ chối. Một số hội đồng địa phương không yêu cầu những người đăng ký phản đối hôn nhân cùng giới thực hiện nghi lễ này.
Năm 2007, tranh cãi nổi lên khi Chính phủ mới thông báo trong chính sách rằng các quan chức phản đối hôn nhân cùng giới có thể từ chối thực hiện loại hôn nhân này. Một số hội đồng chủ nghĩa Xã hội và Tự do chống lại chính sách này, cho rằng người làm việc ở nơi đăng ký phải áp dụng đối với tất cả mọi cặp đôi, không chống lại cùng giới. Đảng đối lập cho rằng nếu một người làm ở nơi đăng ký chống lại hôn nhân cùng giới, họ không nên giữ chức vụ đó. Khu tự quản Amsterdam tuyên bố rằng họ sẽ không tuân theo chính sách này, và người làm việc ở nơi đăng ký bắt buộc phải đăng ký hôn nhân cho các cặp đôi cùng giới. Phản ứng lại việc này, nhiều khu tự quản khác cũng loại bỏ chính sách này. Chính phủ Balkenende cho rằng vấn đề này chỉ nằm trong phạm vi chỉ đạo của Chính phủ trung ương. Trên thực tế, các khu tự quản quyết định có tuyển nhân viên ở nơi đăng ký chống lại hôn nhân cùng giới hay không.

### Thống kê

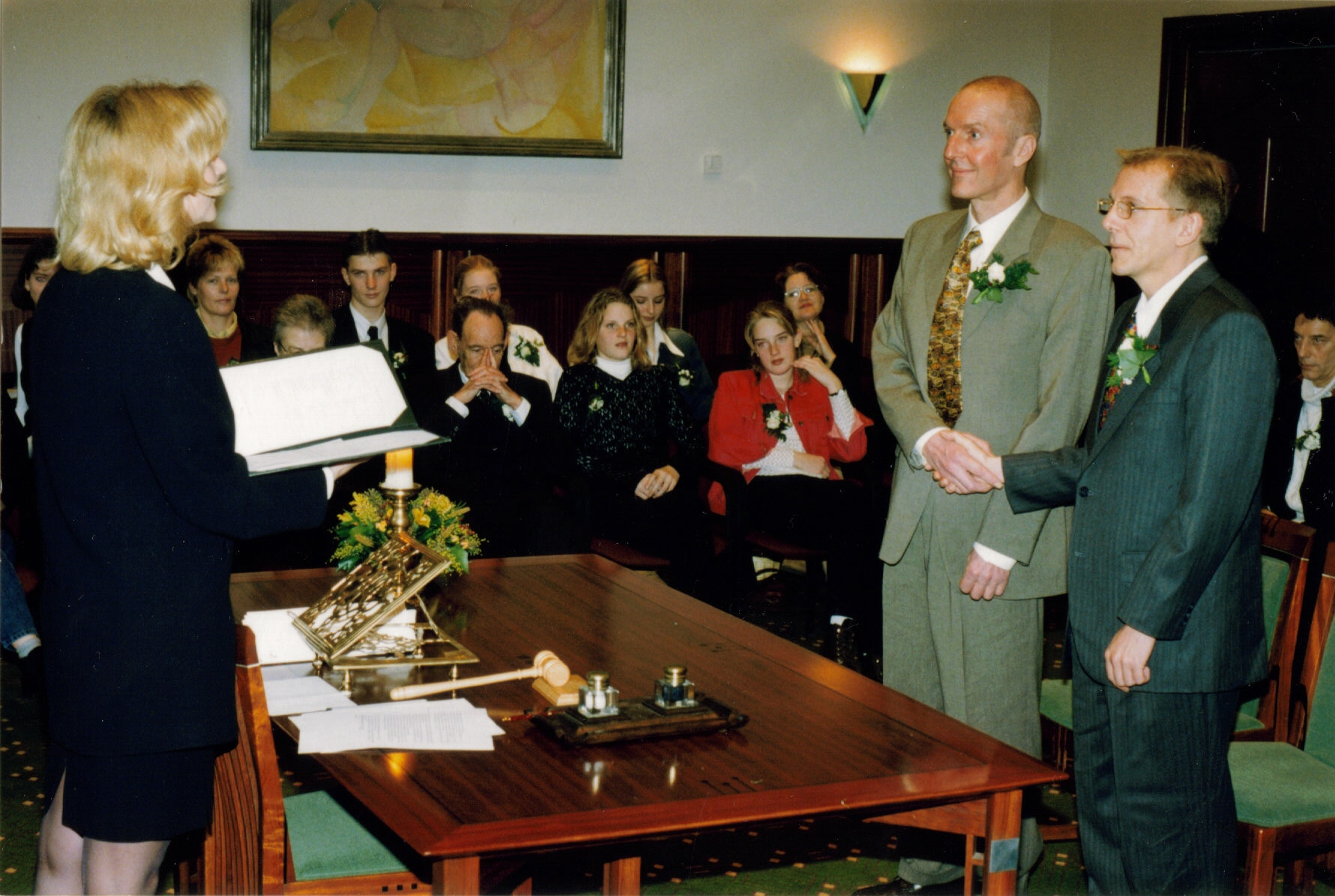
Hai người đàn ông làm đám cưới tại Amsterdam, Hà Lan, trong tháng đầu tiên hôn nhân cùng giới được cho phép (2001).

Theo số liệu từ Cục Thống kê Hà Lan, trong 6 tháng đầu tiên, hôn nhân cùng giới chiếm 3,6% tổng số hôn nhân: cao nhất là khoảng 6% trong tháng đầu tiên sau đó là khoảng 3% trong các tháng còn lại: tổng cộng khoảng 1.339 cặp tình nhân nam và 1.075 cặp tình nhân nữ. Tính đến tháng 6 năm 2004, đã có hơn 6.000 cuộc hôn nhân cùng giới được thực hiện ở Hà Lan
Vào tháng 3 năm 2006, Cục Thống kê Hà Lan đưa ra ước tính về số lượng các cuộc hôn nhân cùng giới được thực hiện mỗi năm: 2.500 năm 2001, 1.800 năm 2002, 1.200 năm 2004, và 1.100 năm 2005.
Từ năm 2001 đến năm 2011, 14.813 cuộc hôn nhân cùng giới được thực hiện, 7.522 giữa hai người phụ nữ và 7.291 giữa hai người đàn ông. Trong cùng khoảng thời gian đó, có 761.010 cuộc hôn nhân dị giới. Cũng có 1.078 cuộc ly hôn cùng giới.
Từ năm 2001 đến năm 2015, khoảng 21.330 cặp đôi cùng giới làm đám cưới ở Hà Lan. Trong đó, 11.195 là cặp đôi nữ và 10.135 là cặp đôi nam.

## Kết hợp dân sự
Vào ngày 1 tháng 1 năm 1998, kết hợp dân sự (tiếng Hà Lan: geregistreerd partnerschap) được đưa vào luật pháp Hà Lan. Kết hợp dân sự là một cách thay thế hôn nhân đối với các cặp đôi cùng giới, mặc dù các cặp đôi khác giớ cũng có thể tham gia, trên thực tế khoảng một phần ba số cặp kết hợp dân sự từ năm 1998 đến năm 2001 là các cặp đôi khác giới. Theo luật, kết hợp dân sự và kết hôn có quyền và nghĩa vụ tương đương, đặc biệt là sau khi một số luật được thay đổi để khắc phục sự bất bình đẳng về mặt thừa kế và một số vấn đề khác.

## Chung sống không đăng ký
Chung sống không đăng ký là khi các cặp đôi cùng giới hoặc khác giới sống cùng nhau nhưng chọn trạng thái luật pháp của mối quan hệ của họ là không đăng ký hoặc không nghiêm túc. Điều này nghĩa là tất cả tài sản trên thế giới thuộc về một bên chỉ thuộc về một bên và bên còn lại không có quyền hợp pháp, bất kể tài sản có được từ trước hay sau khi bắt đầu mối quan hệ. Trạng thái pháp lý của chung sống không đăng ký được tôn trọng bởi các tòa án Hà Lan.

## Ý kiến công chúng
Theo khảo sát Ifop thực hiện vào tháng 5 năm 2013, 85% dân số Hà Lan ủng hộ các cặp tình nhân giống giới kết hôn và nhận con nuôi.
Eurobarometer năm 2015 chỉ ra rằng 91% dân số Hà Lan nghĩ rằng hôn nhân cùng giới nên được chấp nhận ở toàn bộ châu Âu; 7% phản đối.